# 能登空港インター道路
能登空港インター道路（のとくうこうインターどうろ）は、石川県輪島市の能越自動車道のと里山空港ICと能登空港を結ぶ延長約2 kmの地域高規格道路。

## 概要
1998年（平成10年）6月16日計画路線に指定された。
なお、珠洲道路の地域高規格道路に指定されている区間は、この能登空港インター道路のみとなっている。